# 2012 LZ1
2012 LZ1 是一顆直徑只有1公里的近地小行星, 它在2012年6月14日以14個月地距從地球身邊飛過, 它是由澳洲賽丁泉天文台(Siding Spring Observatory)的Robert H. McNaugh及同事在6月10及11日的兩個晚上所發現, 全球的天文台相繼投入觀測行列。
美國的Arecibo無線電天文台也在六月19日進行觀測, 確認其直徑大小及精準的軌道, 雖然它是對地球有威脅的小行星, 但2012 LZ1 在將來的750年內對地球的威脅機率是0。
在2012年, 2012 LZ1從地球旁邊擦身而過時, 最大的星等到達(視)星等13等上下, 下一次的擦身而過是在2016年七月27日, 距地球只有0.5AU (約為194個月地距) 

## 延伸閱讀
- 2005 YU55, a near-Earth asteroid roughly half the size.
- Near-Earth Asteroid Tracking

## 外部連結
1. ↑  . IAU Minor Planet Center. 2012-06-12  [2012-06-26]. （原始内容存档于2016-12-24）. (K12L01Z)
2. 1 2 3 4  . Jet Propulsion Laboratory. 2012-06-25  [2012-06-26]. （原始内容存档于2019-08-22）.
3. 1 2 3 4  Stacy Bowles. . Universities Space Research Association. June 21, 2012  [2012-06-21]. （原始内容存档于2012-06-27）.
4. ↑  . Space.com.   [2012-06-14]. （原始内容存档于2020-11-12）.
5. ↑  . Christian Science Monitor. 2012-06-14  [2012-06-14]. （原始内容存档于2017-08-01）.
6. ↑  . NEODyS (Near Earth Objects - Dynamic Site).   [2012-06-15]. （原始内容存档于2016-03-04）.